# 5498 Gustafsson
5498 Gustafsson eller 1980 FT3 är en asteroid i huvudbältet som upptäcktes den 16 mars 1980 av den svenske astronomen Claes-Ingvar Lagerkvist vid La Silla-observatoriet i Chile. Den är uppkallad efter den svenske astronomen Bengt Gustafsson.
Asteroiden har en diameter på ungefär 3 kilometer.